# Jean-Antoine Roucher
Jean-Antoine Roucher (Montpellier, 22 febbraio 1745 – Parigi, 25 luglio 1794) è stato un poeta francese.

## Biografia
Crebbe in una famiglia di artigiani borghesi di Montpellier, amatore della letteratura. Viene molto presto iniziato agli autori classici greci e latini da suo padre (vedere "la dédicace des Mois"). Dopo gli studi al piccolo seminario della sua città natale, egli è chiamato a Versailles da suo zio, l'abate Gros de Besplas, Cerimoniere di Monsieur, fratello del re. In occasione del matrimonio del delfino e di Marie Antoinette, scrive il poema La France et l'Autriche au temple de l'hymen, che riscontra un certo successo e gli permette di ottenere grazie a Turgot la carica di Ricevitore delle tasse sul sale, che fece esercitare a suo fratello Roucher d'Aubanel al fine di consacrarsi alla poesia.
Acquista anche una forte rinomazione con il suo monumentale poema pastorale in dodici cantici, Les Mois (1779), seguito da lunghe e interessanti note. Egli fece parte dei due o tre poeti francesi che rimettono in causa la rigidità dell'alessandrino classico, prendendosi delle libertà con l'emistico per dargli leggerezza. Si oppone duramente a La Harpe e rifiuta i compromessi che la critica gli propone per farlo entrare all'Accademia francese, qualcosa che La Harpe non gli perdonerà mai. Turgot e lui resteranno per lungo tempo in relazione ritrovandosi regolarmente per commentare gli avvenimenti politici dell'epoca. Egli pubblica ed edita La collection universelle des mémoires particuliers relatifs à l'histoire de France (Parigi, 1790).
Frequenta assiduamente i salotti di Julie de Lespinasse e di Anne-Catherine Helvétius a Auteuil. E qui si affeziona a sua figlia Eulalie. In quel salotto si lega in amicizia con Benjamin Franklin. Studia assiduamente l'inglese. Massone, fu membro della loggia parigina "Les Neuf Sœurs" del Grande Oriente di Francia. Durante la Rivoluzione, dopo un certo periodo di entusiasmo per le nuove idee, una certa ammirazione per Voltaire e l'amicizia con Jean-Jacques Rousseau (egli fu il primo a pubblicare le quattro Lettere a M. de Malesherbes), prende viva coscienza degli abusi che la rivoluzione porta in sé stessa e redige degli articoli contro i rivoluzionari.
La sua inimicizia per Robespierre a cui egli rinfaccia i suoi eccessi, gli vale d'essere arrestato durante il periodo del Terrore. Viene imprigionato a Sainte-Pélagie e poi a Saint-Lazare, dove ha per compagni di cattività André-Marie Chénier e Hubert Robert, che lo rappresenta una dozzina di volte (di cui un disegno commovente con suo figlio Pierre-Angélique, detto Émile, « l'Archange », dietro le sbarre della prigione in compagnia di Aimée de Coigny, duchessa di Fleury). André Chénier e Jean Antoine Roucher sono vittime della paranoia della cospirazione delle prigioni. Trasferiti alla Conciergerie, sono giudicati per « Complotto monarchico », condannati a morte e ghigliottinati il 25 luglio 1794). Nella carretta che li porta entrambi alla ghigliottina, essi si scambiano dei versi intitolati poi d'Andromaque: « Oui, puisque je perds un ami si fidèle... » (da La dernière charrette). Viene sepolto al cimitero di Picpus.